# Jean-Louis Ricci
Jean-Louis Ricci (ur. 22 lutego 1944 roku, zm. 27 lutego 2001 roku) – francuski kierowca wyścigowy.

## Kariera
Perrier rozpoczął karierę w międzynarodowych wyścigach samochodowych w 1987 roku od startów w World Sports-Prototype Championship, gdzie jednak nie zdobywał punktów. W późniejszych latach Francuz pojawiał się także w stawce European Touring Car Championship, IMSA Camel Lights, IMSA Camel GTP Championship, SAT 1 Supercup, All Japan Sports Prototype Car Endurance Championship, 24-godzinnego wyścigu Le Mans, Sport Protos Alfa, Sportscar World Championship, Global GT Championship, International Sports Racing Series oraz French GT Championship.